# Economia de Tonga
Na economia de Tonga os principais produtos de exportação são bananas e produtos de coco, sendo a agricultura responsável por 65% das exportações do país.
O turismo já é a segunda atividade econômica em importância para o país. A pesca e a indústria leve têm aos poucos crescido em importância. As remessas de dinheiro feitas por tonganeses residentes no exterior também contribuem consideravelmente com a economia de Tonga. É importante também a concessão de licenças para navios pesqueiros.
Tonga tem uma infraestrutura razoável e um setor de serviços sociais bastante desenvolvido. O governo tem encorajado os investimentos privados e tem aumentado os dispêndios com educação e saúde pública.

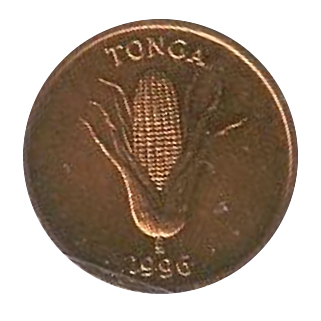
Moeda de Tonga